# Xylotrechus chinensis
Longicorne tigre, Perceur chinois
Espèce
Xylotrechus chinensis, le Longicorne tigre ou Perceur chinois, est une espèce de Coléoptères de la famille des Cerambycidae.
Cet insecte fait partie des organismes de quarantaines prioritaires (OQP) au niveau européen.

## Description
C’est un coléoptère, les adultes de Xylotrechus chinensis possèdent des élytres dures qui recouvrent une paire d’ailes.
Les adultes sont ornés de zébrures rousses, noires et jaunes rappelant celles des frelons. Leur taille est comprise entre 15 et 25 mm. Les adultes émergent de juin à août. Sur les végétaux attaqués les trous de sortie sont circulaires (5 à 6 mm de diamètre) et assez caractéristiques. Xylotrechus chinensis est une espèce dite univoltine (une génération par an).
Les larves sont des vers blancs qui forent leur galerie dans l’écorce des arbres atteints.
Ce longicorne d’origine asiatique, comme son nom l’indique, provient de Chine, mais aussi de Corée du Nord, Corée du Sud et du Japon.
Les femelles peuvent pondre environ 80 œufs tout au long de leur vie sur des arbres préférentiellement matures ou vieux, le plus souvent taillés. L’espèce semble apprécier également des arbres ne présentant pas de signes extérieurs de faiblesse, de blessure ou de maladie.
Ses plantes hôtes principales sont les Moraceae : le Mûrier platane (Morus australis) et le Mûrier blanc (Morus alba).
Les plantes hôtes secondaires sont : le pommier,le poirier et la vigne (Vitis vinifera).

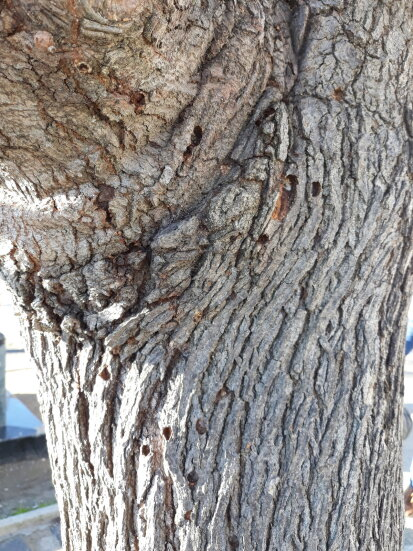
Attaque de Xylotrechus chinensis sur mûrier platane.

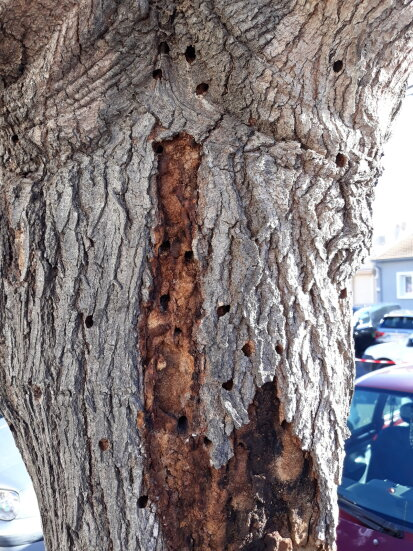
Attaque de Xylotrechus chinensis sur Morus australis (ville de Sète). Cet arbre est mort à la suite des dégâts occasionnés.

Les mandibules de la larve du Xylotrechus chinensis provoquent des dégâts qui sont très rapidement visibles (coulées de sève, dépérissement et nécroses, trous de sortie, décollement d’écorce…), aussi bien au niveau des grosses branches que du tronc. On observe alors un dessèchement progressif de l’arbre voire sa mort. Les arbres ou branches atteints sont également plus sensibles à la casse lors d’épisodes venteux ce qui peut représenter un danger dans les parcs, jardins, allées fréquentés par le public.

## Systématique
Le nom valide complet (avec auteur) de ce taxon est Xylotrechus chinensis (Chevrolat, 1852).
L'espèce a été initialement classée dans le genre Clytus sous le protonyme Clytus chinensis Chevrolat, 1852.
Ce taxon porte en français les noms vernaculaires ou normalisés « Longicorne tigre » et « Perceur chinois ». Ces noms sont référencés au niveau de Organisation européenne et méditerranéenne pour la protection des plantes.

### Synonymes
Xylotrechus chinensis a pour synonymes :
- Clytus chinensis Chevrolat, 1852
- Clytus chinensis Fairmaire, 1888
- Clytus chinensis White, 1855
- Xylotrechus chinensis subsp. chinensis
- Xylotrechus chinensis subsp. griseofasciatus Pic, 1943
- Xylotrechus chinensis subsp. laterufescens Pic, 1913
- Xylotrechus chinensis subsp. sauteri Schwarzer, 1925
- Xylotrechus chinensis var. griseofasciatus Pic, 1943
- Xylotrechus chinensis var. laterufescens Matsushita, 1933
- Xylotrechus chinensis var. laterufescens Pic, 1913
- Xylotrechus chinensis Bates, 1884
- Xylotrechus chinensis Han & Lyu, 2010
- Xylotrechus chinensis Hua, 2002
- Xylotrechus chinensis Linnaeus, 2014
- Xylotrechus chinensis Matsushita, 1933
- Xylotrechus sekii Matsushita, 1936

### Liste des sous-espèces
Selon GBIF (4 janvier 2024) :
- Xylotrechus chinensis subsp. kobayashii Fujita, 2010
- Xylotrechus chinensis subsp. kurosawai Fujita, 2010

## Moyens de lutte et prévention
Officiellement identifié fin 2018, pour la première fois en France, sur des mûriers platanes de la commune de Sète, ce capricorne d’origine asiatique a fait l’objet d’une présentation au CROPSAV Occitanie – section végétale le 22 mai 2019 . Cet organisme invasif est déclaré sur la liste rouge des nuisibles au niveau européen. La plante hôte principale (Morus) est donc déclarée dans la liste des plantes devant subir une quarantaine (« EPPO Alert List »).
La lutte actuelle devrait permettre d’éviter la dissémination du Xylotrechus chinensis. Pour cela il faut impérativement, en cas de détection, réaliser un signalement au service DRAAF de votre région ou à la FREDON.
La lutte repose sur : 
- Préventif : Prospections, assainissements, communication auprès des riverains afin de détecter au plus tôt la présence du longicorne avec la mise en place de piégeage.
- Curatif : destruction du végétal contaminé par broyage fin ou brûlage, les arbres ou parties d’arbres infestés avant la sortie des adultes[2].

La détection est assez compliquée, sur Sète la confirmation officielle fut effective en octobre 2018 mais les premières larves était prélevées en octobre 2017.